# Wir testen die Besten
Wir testen die Besten ist eine ehemalige Quiz-Sendung im KiKA, die seit 2004 von Dennis Wilms moderiert wurde. Das Spielprinzip war ähnlich dem von Wer wird Millionär?. Die Sendung wurde Ende 2006 aufgegeben. Man teilte mit, dass es keine weitere Staffel geben wird.
Die erste Sendung wurde am 4. Oktober 2004 ausgestrahlt. Sendetermine waren montags bis donnerstags 19.00 Uhr. Das Finale der ersten Staffel fand am 31. Dezember 2004 im ARD-Superfinale statt.

## Auswahl
Es konnte jede Schulklasse zwischen der 6. und 8. Jahrgangsstufe teilnehmen, die sich bis zum Einsendeschluss beworben hat. In der Quizshow existierte allerdings keine richtige Auswahl, denn die Klassen folgen in jeder Show von 25 Minuten aufeinander.

## Spiel
Im Spiel muss die gesamte Klasse die Fragen beantworten, wofür sie zehn Sekunden Zeit hat (außer der Kandidat). Der Kandidat der Klasse muss aber selbst die Antwort bestimmen und bestimmt dadurch, ob die Klasse weiterkommt oder nicht. Insgesamt gibt es zehn Fragen, wobei man nur für die ersten fünf und die zweiten fünf je einen Joker hat. Verwendet der Kandidat den Joker in der ersten Hälfte nicht, so verfällt dieser und in der zweiten Hälfte steht ebenfalls nur ein Joker zur Verfügung. Der Joker dient dazu, einen Mitschüler zu befragen. 
Die Klasse muss daher die Fragen beantworten, weil es für jede richtige Antwort auch so viele Punkte gibt wie Euro. (Die richtige Antwort des Kandidaten gibt auch die entsprechende Anzahl an Punkten.)
Wenn eine Frage falsch beantwortet wurde, erhält man das bisher erspielte Geld und die erspielte Anzahl an Punkten. Die Besten drei jeder Jahrgangsstufe kommen in das Finale. 
Die Klasse kann bei dem Spiel bis zu 500 Euro erhalten.

## Finale
Im Finale treten die Besten drei jeder Jahrgangsstufe an. Die verschiedenen Jahrgangsstufen treten gegeneinander an. Die Spielregeln sind gleich, nur dass es 1.000 Euro und eine Klassenfahrt nach Barcelona zu gewinnen gibt.

## Geldschritte
Auch wenn eine Frage falsch beantwortet wird, erhält man die bisher erspielten Punkte und das bisher erspielte Geld.
In der Qualifikation betragen sie zwischen 10 Euro und 500 Euro; im Finale zwischen 10 und 1.000 €.